# Pedicularis metaszetschuanica
Pedicularis metaszetschuanica är en snyltrotsväxtart som beskrevs av Tsoong. Pedicularis metaszetschuanica ingår i släktet spiror, och familjen snyltrotsväxter. Inga underarter finns listade i Catalogue of Life.